# See-Saw
„See-Saw“ je skladba britské rockové skupiny Pink Floyd, která poprvé vyšla jako šestá píseň na albu A Saucerful of Secrets v červnu 1968. Jejím autorem je klávesista Rick Wright, který ji také nazpíval. Atmosféra skladby i její text (reminiscence idylického dětství) se podobají druhé Wrightově písni na tomtéž albu „Remember a Day“.
Není doloženo žádné vystoupení, kde by Pink Floyd hráli tuto píseň. Studiovou verzi skladby „See-Saw“ o délce 4 minut a 36 sekund nahráli v průběhu ledna a dubna 1968 v EMI Studios pod dohledem producenta Normana Smithe. Vydána byla na albu A Saucerful of Secrets (1968), na žádné kompilační album zařazena nebyla.

## Původní sestava
- David Gilmour – kytara
- Rick Wright – elektronické varhany, piano, vibrafon, mellotron, zpěv
- Roger Waters – baskytara
- Nick Mason – bicí, perkuse